# بریتیش ریل کلاس ۱۸۰
بریتیش ریل کلاس ۱۸۰ (انگلیسی: British Rail Class 180) یک قطار خودگرانشی دیزلی ساخت شرکت آلستوم است.
این قطار که از سال ۲۰۰۰ تا ۲۰۰۱ تولید می‌شده دارای ۱۱۶٫۵۲ متر طول، ۲٫۷۳ متر عرض و سرعت نهایی ۲۰۱ کیلومتر در ساعت است.

## نگارخانه

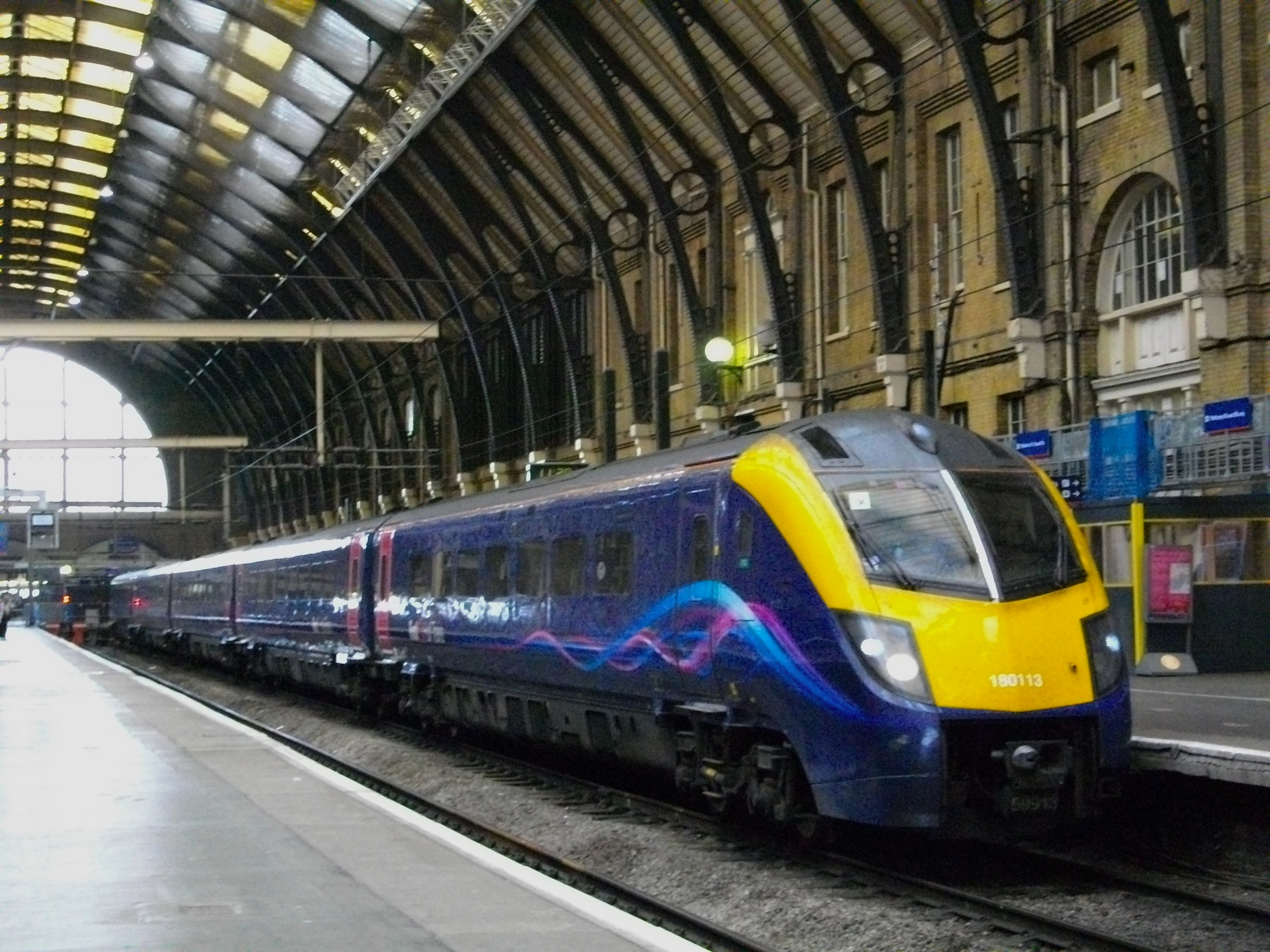
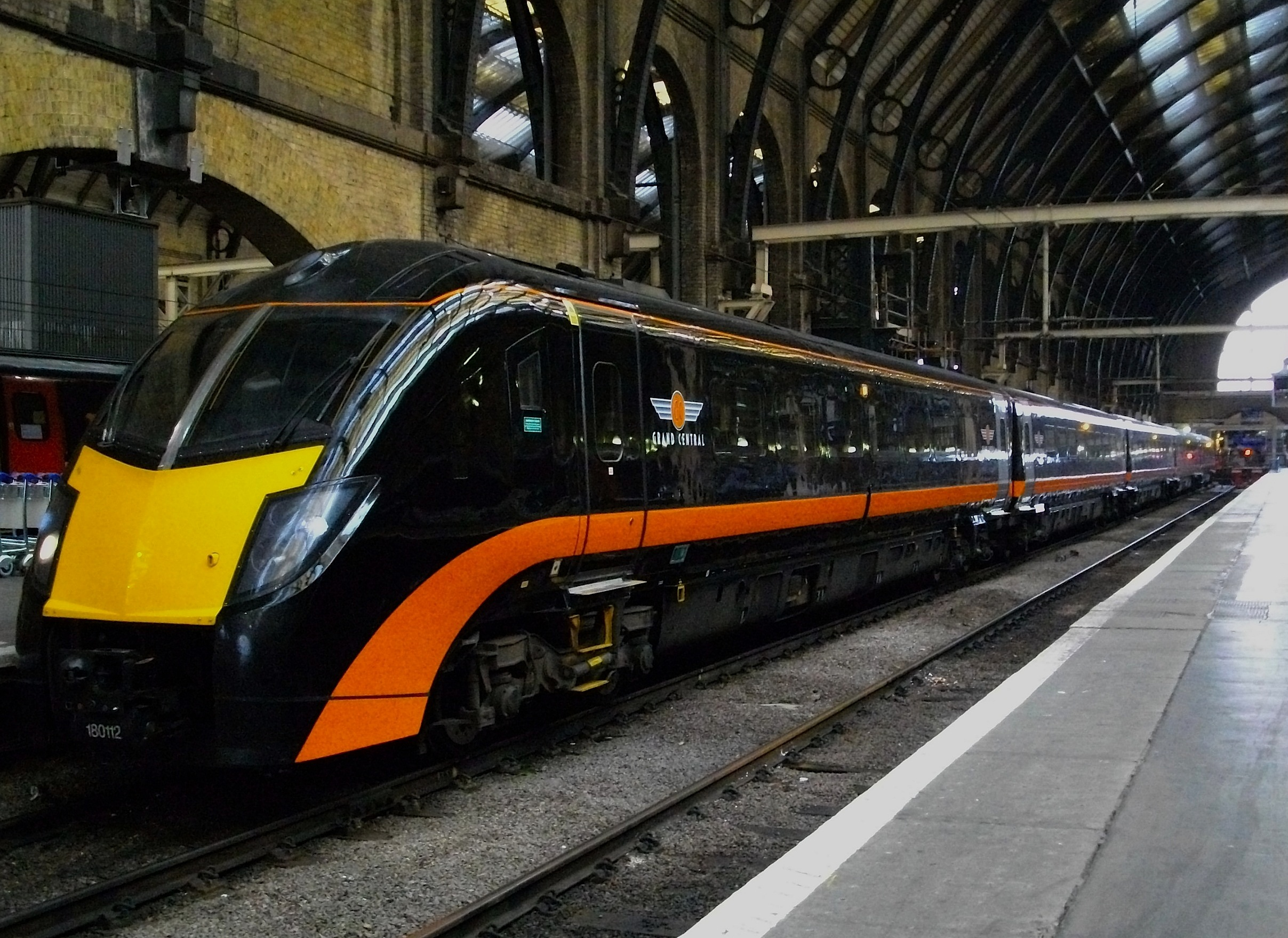
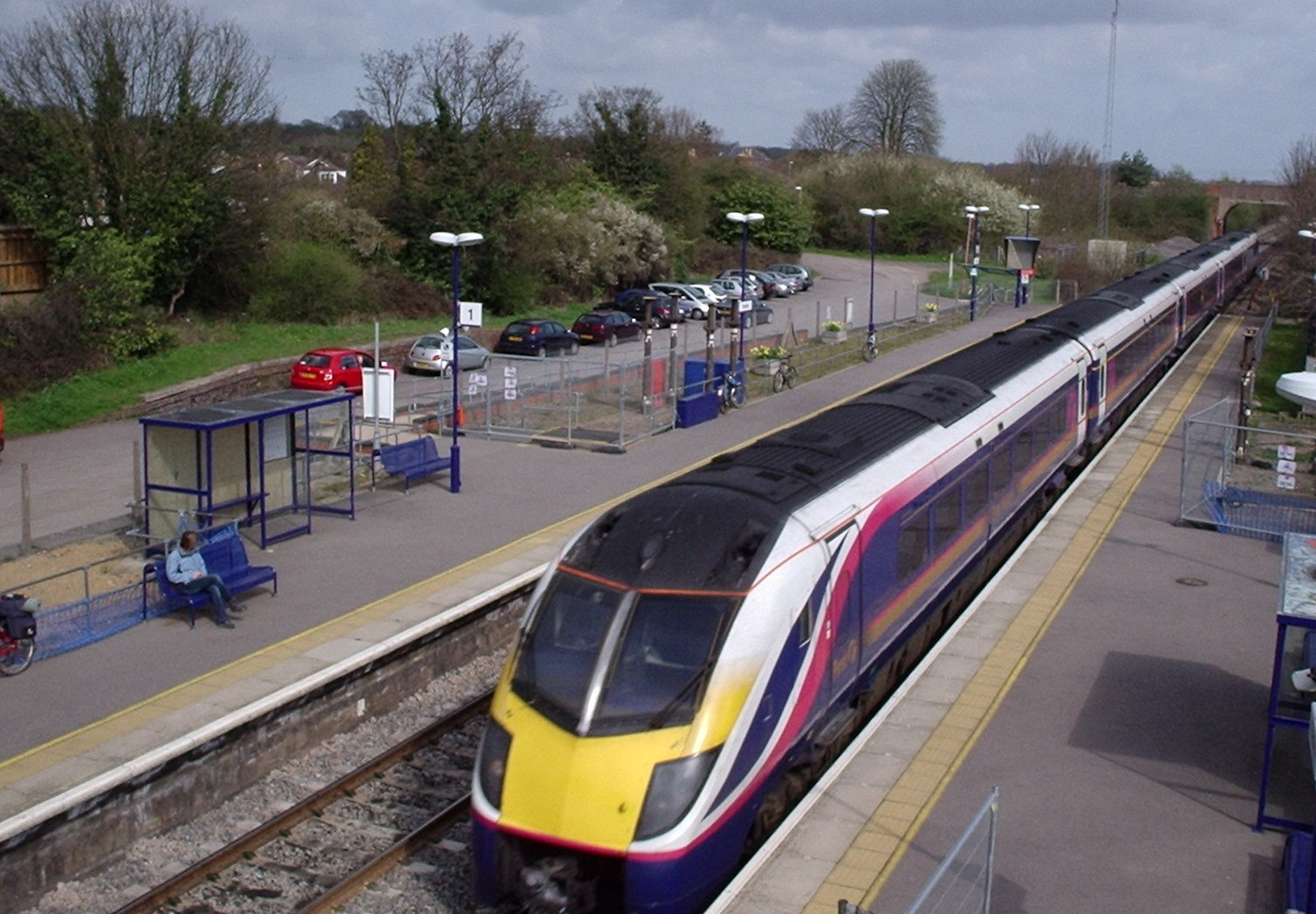
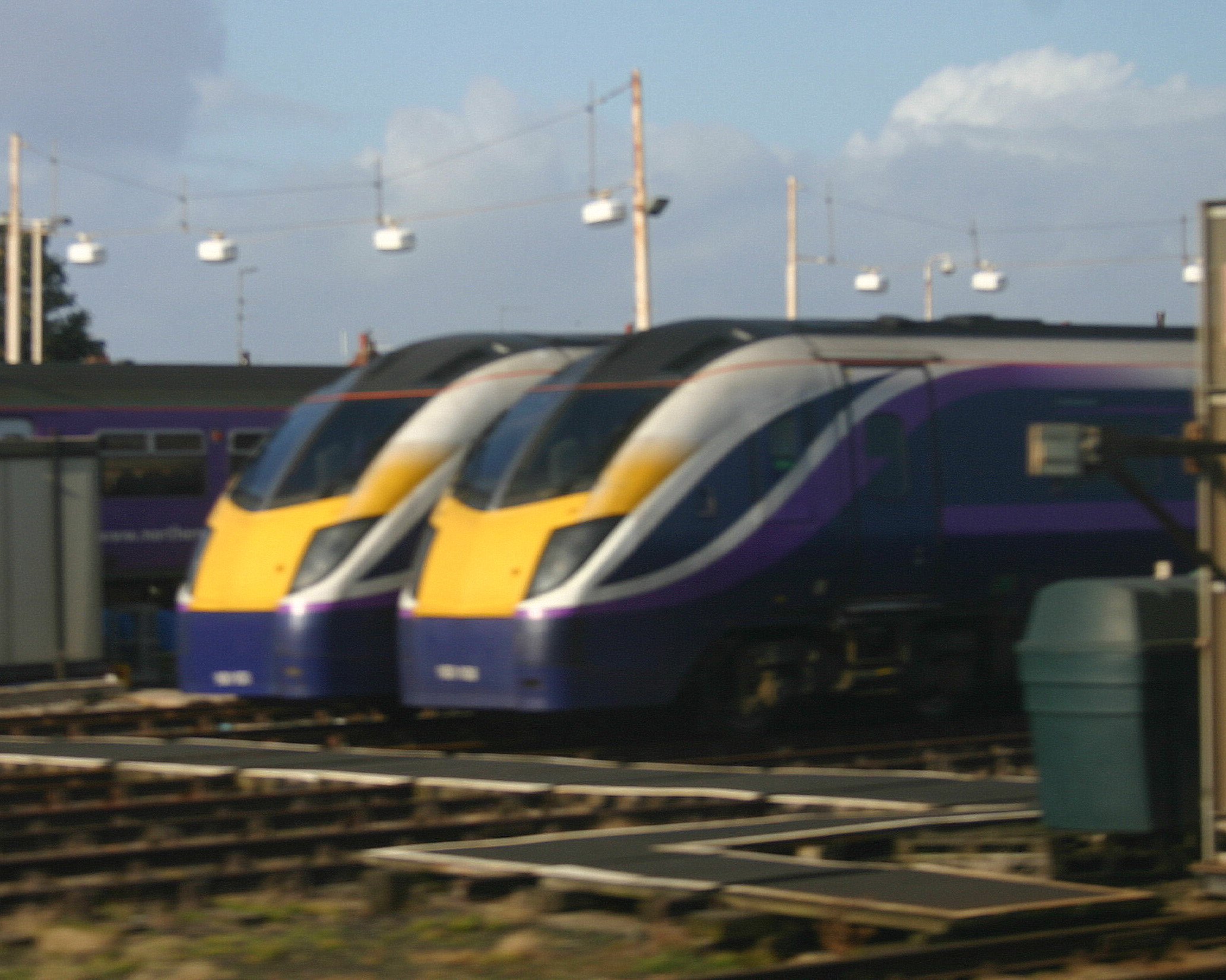
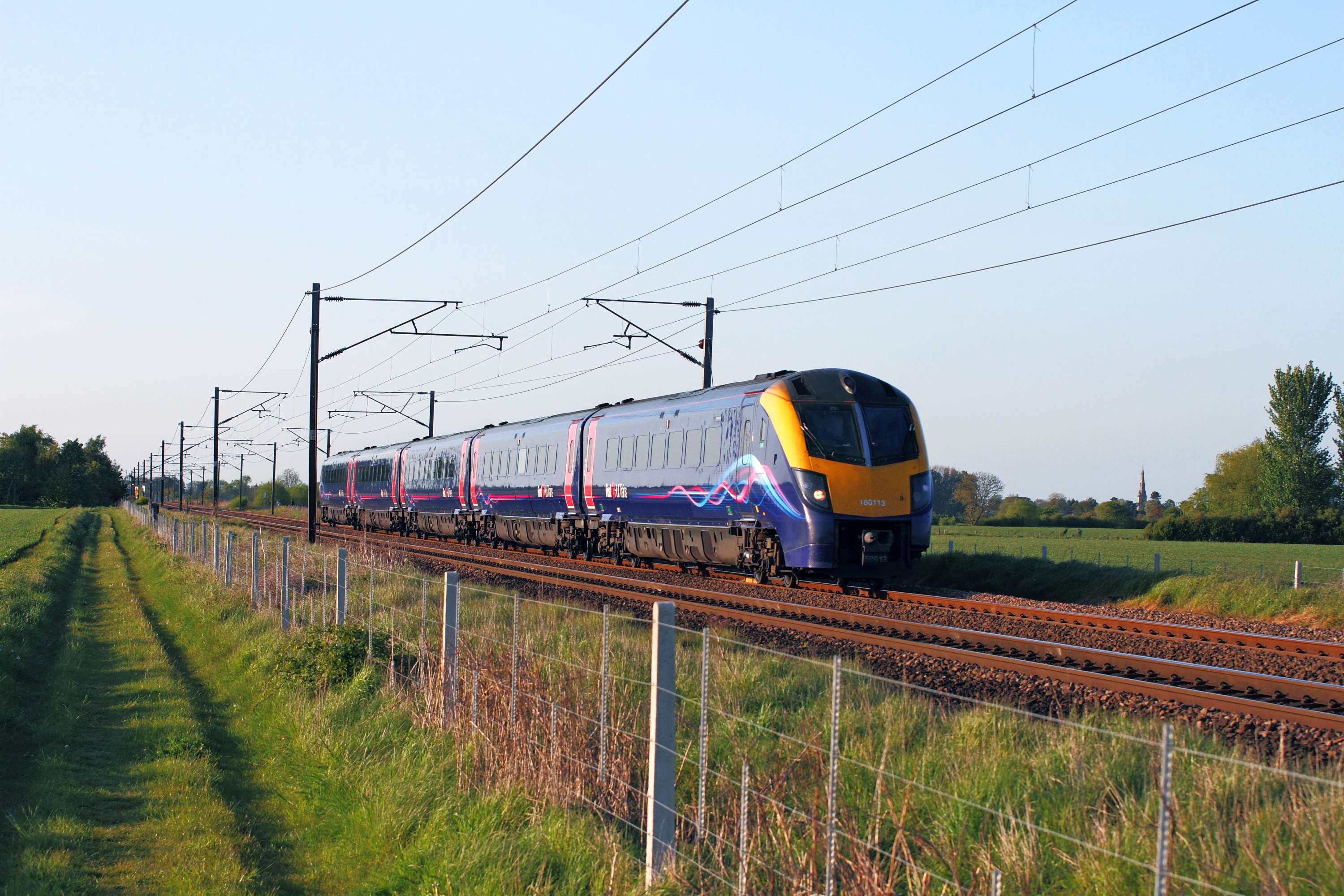